# Shima (Mie)
Shima (志摩市 Shima-shi?) es una ciudad localizada en la prefectura de Mie, Japón. En junio de 2019 tenía una población de 46.937 habitantes y una densidad de población de 262 personas por km². Su área total es de 178,95 km².

## Geografía

### Municipios circundantes
- Prefectura de Mie
  - Ise
  - Toba
  - Minamiise

## Demografía
Según datos del censo japonés, la población de Shima ha disminuido en los últimos años.
| Año del censo | Población |
| ------------- | --------- |
| 1995          | 63.035    |
| 2000          | 61.628    |
| 2005          | 58.225    |
| 2010          | 54.694    |
| 2015          | 50.341    |